# Pomnik Wilhelma I w Toruniu
Pomnik Wilhelma I w Toruniu – pomnik pierwszego cesarza zjednoczonych Niemiec Wilhelma I Hohenzollerna, znajdujący się niegdyś na terenie zespołu staromiejskiego, w zachodniej części Rynku Staromiejskiego. Usunięty w 1919 roku.

## Historia
Pomnik Wilhelma I Hohenzollerna odsłonięto 22 marca 1904 roku na Rynku Staromiejskim w połowie zachodniej ściany ratusza. Autorem projektu był Ernst Herter. Posąg przedstawiający kaisera ubranego w galowy mundur był około dwukrotnie wyższy od osoby cesarza. Ustawiony na cokole o podobnej, co sama figura Wilhelma, wysokości. 
Pomnik Wilhelma I został zdemontowany w 1919 roku i wywieziony z miasta wraz z cofającą się armią niemiecką. Posąg miał trafić do Piły, położonej po I wojnie światowej po niemieckiej stronie granicy z Polską. Tam miał czekać na powrót Torunia do Niemiec.
Ostatecznie pomnik trafił do Debrzna, by po II wojnie światowej ponownie zostać zrzuconym, a na jego cokole, w 1949 roku ustawiono pomnik ku czci przyjaźni polsko-radzieckiej.
W Toruniu, w pobliżu dawnej lokalizacji pomnika, w 1983 roku odsłonięto pomnika flisaka.

## Galeria

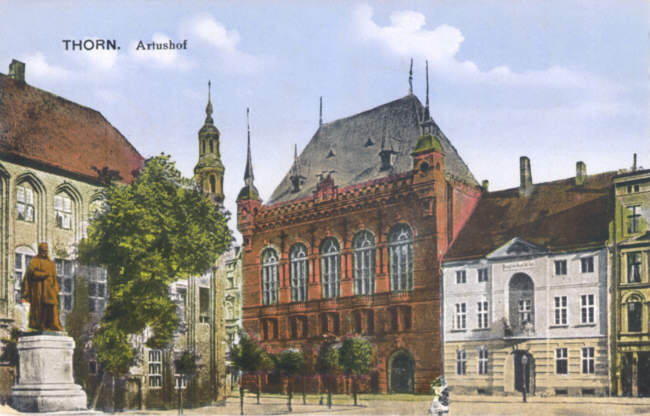
Od lewej: pomnik cesarza Wilhelma I, ratusz, Dwór Artusa, Pałac Meissnerów
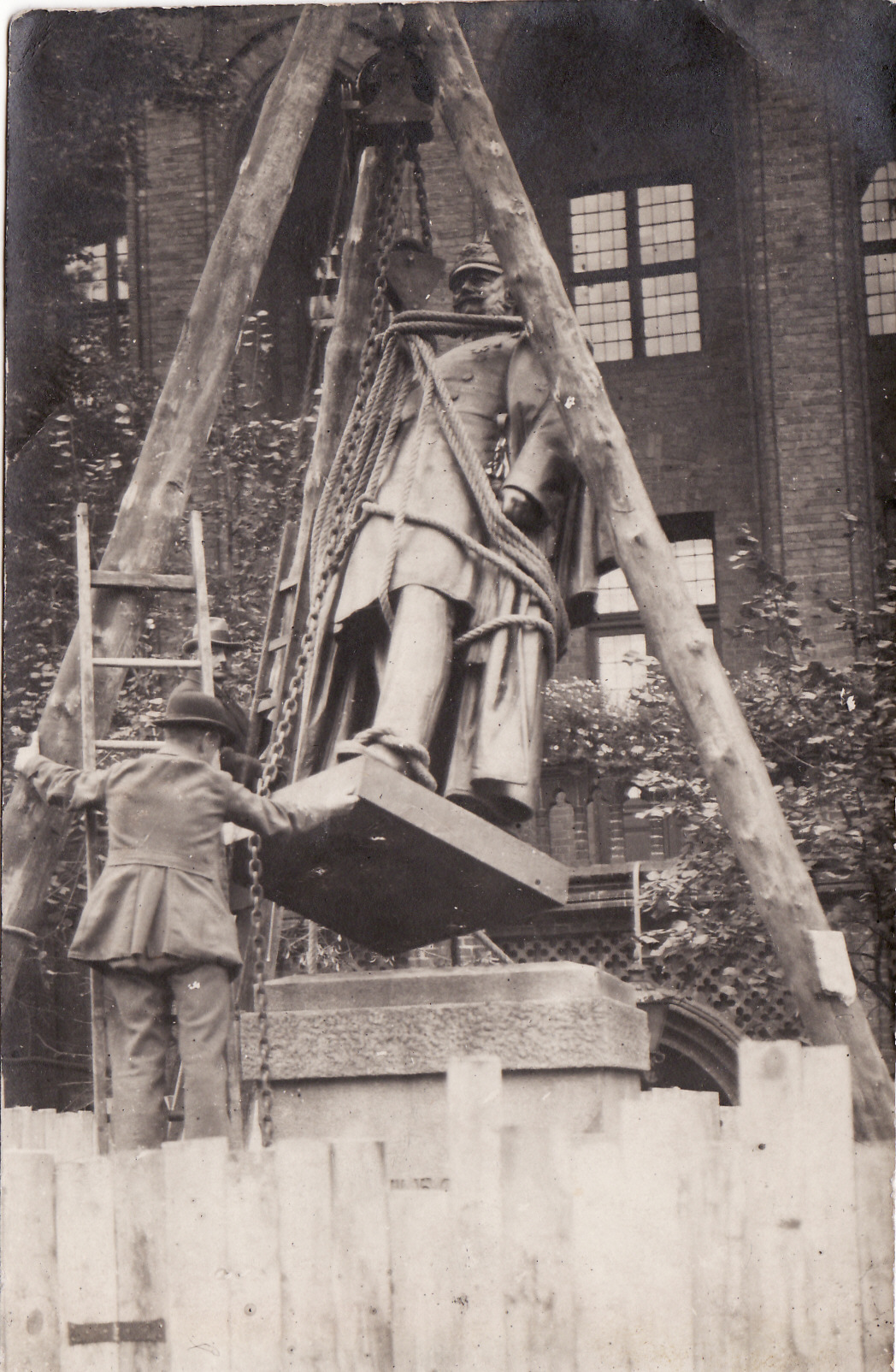
Rozbiórka pomnika w 1919 roku